# Apolychrosis
Apolychrosis là một chi bướm đêm thuộc họ Tortricidae.

## Các loài
- Apolychrosis ambogonium  Pogue, in Cibrian-Tovar et al., 1986
- Apolychrosis candidus  Pogue, in Cibrian-Tovar et al., 1986
- Apolychrosis ferruginus  Pogue, in Cibrian-Tovar et al., 1986
- Apolychrosis schwerdtfegeri  Amsel, 1962
- Apolychrosis synchysis  Pogue, in Cibrian-Tovar et al., 1986